# ニューデリー駅
ニューデリー駅（ニューデリーえき、英語：New Delhi railway station）は、インドの首都ニューデリーにある同国の主要駅。

## 概要
18のプラットフォームがあり、毎日300を超える列車が発着する。デリーの中心地であるコンノートプレイスより北側約2kmに位置している。デリーより同国の北行き、東行きの列車のほとんどが発着する。またデリーメトロの発着駅でもある。
現在、2010年にデリーで開催されるコモンウェルスゲームズに合わせて、建築家のテリー・ファレルの設計により、2007年から改装、拡張などの大規模な近代化が行われている。